# Bothynus complanus
Bothynus complanus är en skalbaggsart som beskrevs av Hermann Burmeister 1847. Bothynus complanus ingår i släktet Bothynus och familjen Dynastidae. Inga underarter finns listade.